# Edna Best
Edna Best, nome d'arte di Edna Hove (Hove, 3 marzo 1900 – Ginevra, 18 settembre 1974), è stata un'attrice britannica.

## Biografia
Dopo aver studiato recitazione teatrale sotto la guida di Miss Kate Rorke, insegnante alla Guildhall School of Music and Drama di Londra, Edna Best fece il suo debutto sui palcoscenici londinesi nel 1917 al Grand Theatre di Southampton con la pièce La zia di Carlo di Brandon Thomas.
Esordì sul grande schermo nel 1921 e, tra i suoi ruoli cinematografici di rilievo, vanno ricordati quello della madre nella versione originale de L'uomo che sapeva troppo, diretta nel 1934 da Alfred Hitchcock, e le apparizioni in Intermezzo (1939), Come Robinson Crusoe (1940), Schiavo del passato (1947), Il fantasma e la signora Muir (1947) e Il sipario di ferro (1948).
Ottenne una nomination all'Emmy Award nel 1957 per il suo ruolo nella commedia This Happy Breed di Noël Coward e - negli anni cinquanta - lavorò in alcune serie televisive statunitensi. Sul piccolo schermo era apparsa già nel 1938 in Inghilterra, recitando in una produzione dal vivo dell'opera Love from a Stranger, adattamento di un racconto breve di Agatha Christie.
Dopo un primo matrimonio con William Seymour Beard, da cui ebbe due gemelli, Edna Best si risposò nel 1928 con l'attore Herbert  Marshall, dal quale ebbe una figlia, Sarah Marshall, nata nel 1933 e divenuta anch'essa attrice. La coppia divorziò nel 1940 e la Best si risposò subito dopo a Las Vegas con Nat Wolff, con cui rimase fino alla morte, avvenuta nel 1974 a Ginevra, all'età di 74 anni.

## Filmografia parziale

### Cinema
- Tilly of Bloomsbury, regia di Rex Wilson (1921)
- L'uomo che sapeva troppo (The Man Who Knew Too Much), regia di Alfred Hitchcock (1934)
- La cavalcata delle follie (South Riding), regia di Victor Saville (1938)
- Intermezzo (Intermezzo: A Love Story), regia di Gregory Ratoff (1939)
- Come Robinson Crusoè (Swiss Family Robinson), regia di Edward Ludwig (1940)
- La vita di Giulio Reuter - Messaggio tragico (A Dispatch from Reuter's), regia di William Dieterle (1940)
- Schiavo del passato (The Late George Apley), regia di Joseph L. Mankiewicz (1947)
- Il fantasma e la signora Muir (The Ghost and Mrs. Muir), regia di Joseph L. Mankiewicz (1947)
- Il sipario di ferro (The Iron Curtain), regia di William A. Wellman (1948)

### Televisione
- The Further Adventures of Ellery Queen – serie TV, episodio 1x26 (1959)

## Doppiatrici italiane
- Giovanna Scotto in Schiavo del passato
- Lola Braccini in Il fantasma e la signora Muir
- Rosetta Calavetta in Intermezzo (ridoppiaggio)
- Fabrizia Castagnoli in L'uomo che sapeva troppo (doppiaggio tardivo)
- Dania Cericola in L'uomo che sapeva troppo (ridoppiaggio)